# 伯爾扎瓦鄉 (阿拉德縣)
46°07′01″N 21°58′59″E / 46.117°N 21.983°E
伯爾扎瓦鄉（羅馬尼亞語：Comuna Bârzava, Arad），是羅馬尼亞的鄉份，位於該國西部，由阿拉德縣負責管轄，面積256平方公里，海拔高度204米，2011年人口2,707，人口密度每平方公里12人。